# LG Optimus Pad
LG Optimus Pad  (美國名為T-Mobile G-Slate)，是由韓國品牌LG生產，採用Google Android 操作系統的平板電腦，是LG首部運行Android 3.0 操作系統版本的平板電腦產品，2011年2月於全球移動通訊大會上首次亮相。
LG Optimus Pad 於日本由網絡商NTT docomo獨家銷售，2011年3月31日推出；美國則由網絡商T-Mobile獨家銷售，2011年3月推出。

## 硬件
LG Optimus Pad 使用8.9吋電容式多點觸控顯示屏，1280×768 像素，採用 1GHz Nvidia Tegra 2 AP20H 雙核心處理器，設有32 GB快閃記憶體。 其特色為設有500 萬像素後置3D鏡頭，可拍攝3D影片。